# Sköna Helena av Troja
Sköna Helena av Troja (engelska: Helen of Troy) är en amerikansk-italiensk-fransk episk film filmad i CinemaScope från 1956 i regi av Robert Wise. Filmen är baserad på Homeros Iliaden och Odysséen. I huvudrollerna ses Rossana Podestà, Stanley Baker, Cedric Hardwicke och Jacques Sernas. I en tidig roll ses även Brigitte Bardot.

## Rollista i urval
- Rossana Podestà - Helena av Troja
- Jacques Sernas - Paris
- Sir Cedric Hardwicke - Priam
- Stanley Baker - Achilles
- Niall MacGinnis - Menelaus
- Robert Douglas - Agamemnon
- Nora Swinburne - Hecuba
- Torin Thatcher - Odysseus
- Harry Andrews - Hector
- Ronald Lewis - Aeneas
- Brigitte Bardot - Andraste
- Marc Lawrence - Diomedes, härskare över Aitolien
- Maxwell Reed - Ajax, prins av Salamis
- Robert Brown - Polydorus, Priams yngsta son
- Barbara Cavan - Cora
- Patricia Marmont - Andromache
- Guido Notari - Nestor
- Tonio Selwart - Alephous
- George Zoritch - dansare
- Esmond Knight - överstepräst
- Terence Longdon - Patroclus
- Janette Scott - Cassandra
- Eduardo Ciannelli - Andros